# Ratyczów
Ratyczów (prononciation [raˈtɨt͡ʂuf]) est un village de la gmina de Łaszczów du powiat de Tomaszów Lubelski dans la voïvodie de Lublin, situé dans l'est de la Pologne.
Le village se situe à environ 4 kilomètres au nsud de Łaszczów (siège de la gmina), 22 kilomètres à l'est de Tomaszów Lubelski (siège du powiat) et 116 kilomètres au sud-est de Lublin (capitale de la voïvodie).

## Administration
De 1975 à 1998, le village est attaché administrativement à l'ancienne voïvodie de Zamość.

Depuis 1999, il fait partie de la nouvelle voïvodie de Lublin.